# 宮川村 (三重県)
宮川村（みやがわむら）は、三重県多気郡にあった村。平成の大合併以前は、三重県内で最大の面積の自治体であった。

## 地理
- 河川：宮川
- 湖沼：宮川貯水池（宮川ダム）
- 山脈：台高山脈

### 隣接していた自治体
- 松阪市
- 多気郡大台町
- 度会郡大紀町
- 北牟婁郡紀北町
- 奈良県吉野郡川上村、上北山村

## 歴史
- 1956年（昭和31年）5月3日 - 多気郡荻原村・領内村が新設合併して宮川村が発足。
- 1959年（昭和34年）1月10日 - 多気郡大杉谷村と新設合併し、改めて宮川村が発足。
- 2006年（平成18年）1月10日 - 多気郡大台町と新設合併し、改めて大台町が発足。同日宮川村廃止。

## 行政
- 村長：尾上武義

## 姉妹都市
- 員弁郡東員町（三重県）
  - 1997年（平成9年）友好親善提携

## 地域

### 教育
- 三重県立昴学園高等学校
- 宮川村立宮川中学校
- 宮川村立宮川小学校

## 交通

### 鉄道
旧村域に鉄道は通っていない。最寄り駅は東海旅客鉄道紀勢本線三瀬谷駅。

### 道路
- 一般国道
  - 国道422号
- 県道
  - 三重県道31号大台宮川線
  - 三重県道53号大台ヶ原線
  - 三重県道424号大宮宮川線
  - 三重県道603号大杉谷海山線

## 名所・旧跡・観光スポット・祭事・催事

### 観光スポット
- 大台ヶ原
  - 大台ヶ原のブナの原生林（かおり風景100選）
- 大杉谷
  - 七ツ釜滝（日本の滝百選）